# Université de Sidi Bel Abbès
L’université Djillali Liabés est une université algérienne située à Sidi Bel Abbès.
Elle est classée par le Times Higher Education au 1er rang du classement régional 2024 des universités arabes et africaines,,

## Historique
L’université Djillali Liabés a été créée le 1er août 1989. Elle est le résultat d'une évolution d’une vingtaine d’années au cours desquelles elle n’a cessé de prendre de l'extension. Avant d'être université, plusieurs statuts ont régi cet établissement:
- Le statut de centre universitaire : Depuis l'ouverture des portes de l'établissement en septembre 1978 jusqu'à août 1984.
- Le statut des instituts nationaux d'Enseignement Supérieur (INES): D'août 1984 jusqu'à juillet 1989.

## Présentation
L'université de Sidi Bel Abbés a acquis son statut d’université en 1989 après qu’elle fut un centre universitaire dont l’activité a débuté en 1978. Université dispose de différents campus répartis en anneau au tour de la ville. Cette dernière est composée de Six (06) Facultés : ( Sciences, Droit, Sciences de l’ingénieur, Médecine, Sciences Economique et Sciences Humaines ) réparties sur 09 sites.  L’université a compté 15000 étudiants pour l’année 2000/2001 ainsi que 22000 étudiants pour l'année 2005.

### L'université en chiffres[4]
| Désignation            | Nombre           | Observation                                                                                    |
| ---------------------- | ---------------- | ---------------------------------------------------------------------------------------------- |
| Facultés               | 06               |                                                                                                |
| Sites Universitaires   | 10 (23 700 PP)   | 06 Facultés, 01 Siège du rectorat, un campus, 01 centre de recherche, 01 bibliothèque centrale |
| Étudiants              | 33069            | Dont 5503 étudiants en système LMD et 1977 en post graduation                                  |
| Étudiants Diplômés     | 4089             | Dont 3699 en système Classique, 117 en LMD et 273 en post graduation                           |
| Enseignants Permanents | 959              | Dont 244 enseignants de rang magistral                                                         |
| Fonctionnaires ATS     | 729              | Dont 310 de personnel d'encadrement                                                            |
| Cités Universitaires   | 14 (14 700 Lits) | 19358 résidents dont 9182 filles                                                               |

### Développement de l'université de 1998 à 2008[4]
|                                 | 1999 | 2004  | 2008  |
| ------------------------------- | ---- | ----- | ----- |
| Capacité en Places Pédagogiques | 6260 | 16300 | 23700 |
| Capacité d'Hébergement          | 6000 | 9424  | 14700 |

### Projection 2009-2014[4]
|                                     | 2009  | 2014  |
| ----------------------------------- | ----- | ----- |
| Évolution des Effectifs Étudiants   | 37069 | 52069 |
| Évolution des Effectifs Enseignants | 1080  | 1580  |
| Capacité en Place Pédagogique       | 30700 | 40700 |
| Capacités Théoriques d'Hébergement  | 19700 | 24700 |